# المقطوف (الحيمة الخارجية)

تعديل مصدري - تعديل

المقطوف هي إحدى قرى عزلة بيت العليي بمديرية الحيمة الخارجية التابعة لمحافظة صنعاء، بلغ تعداد سكانها 180 نسمة حسب تعداد اليمن لعام 2004.